# Bartolomeo Ligozzi

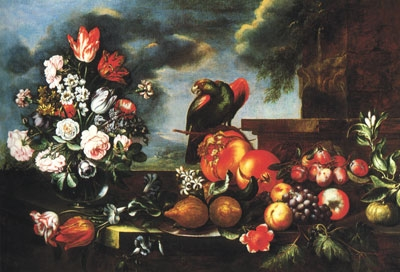
Fleurs, fruits et perroquet, 1688

Bartolomeo Ligozzi né en 1620 à Vérone et mort vers 1695, est un peintre italien baroque, spécialisé dans les tableaux de fleurs et de fruits.

## Biographie
Fils du peintre Francesco Ligozzi, et neveu du célèbre peintre de natures mortes Jacopo Ligozzi.
Les sujets de ses tableaux sont très souvent des compositions de fleurs et de fruits, sujets typiques de la peinture de genre du XVIIe siècle. Il les traite avec une attention aux détails presque scientifique.
Ses œuvres se trouvent avec celles d'autres peintres de la même période au musée de la nature morte, installé au deuxième étage de la villa médicéenne de Poggio a Caiano et au musée des Offices à Florence.
Il est mort à l'âge de 76 ans.

## Œuvres
- Nature morte aux fleurs et aux fruits, huile sur toile, 37 × 47 cm, palais Pitti, Florence, Dépôts[1]